# 셰마 이스라엘

쉐마 이스라엘(히브리어: שמע ישראל, 이디시어: Sh'ma Yisroel ‘이스라엘아, 들으라!’. ‘셔마’ 또는 ‘셰마’, '쉐마' 로 줄여 부르기도 한다.)는 신명기 6:4-9, 11:13-21, 민수기 15:37~41에 나오는 성경 구절을 두루 이르는 말로서, 유대인들이 매일 아침 저녁으로 예배 때에 읊는 기도를 말한다. 이스라엘 사람의 하느님에 대한 열렬한 믿음과 사랑을 표명하는 세 절(節)로 되어 있고, 유대교 신앙의 핵심을 이루고 있다.
또한, 내용 자체도 명확히 일신론을 다루고 있다. 하느님을 네 마음과 영혼, 의지와, 이를 통해 오는 보상들을 통해 사랑하라고 되어 있으며, 유대인들에게는 아이들에게 이러한 내용을 가르치는 것이 의무로 규정되어 있기도 하다.
대한민국의 개신교에서도 “이스라엘아 들으라”로 시작되는 이 구절은 어느 정도 중요성을 지니고 있다. 실제로 2000년 초에 가수 소리엘이 이 말씀을 찬양화했을 정도이다. 그러나 개신교인들에게는 이 중에서도 신명기 6:4-9, 특별히 4절과 5절만이 중요한 구절로 받아들여지고 있다. 실제로 예수가 마르코 복음서에서 가장 큰 계명을 정리하면서도 (12:28-34) 신명기의 4-5절만을 강조한 것을 볼 때 이러한 경향이 더욱 두드러진다.
| 신명기 6:4-5 | 신명기 6:4-5 |
| --- | --- |
| [공동번역] 4. 너, 이스라엘아 들어라. 우리의 하느님은 야훼시다. 야훼 한 분 뿐이시다. 5. 마음을 다 기울이고 정성을 다 바치고 힘을 다 쏟아 너의 하느님 야훼를 사랑하여라.               | [KJV] 4. Hear O Israel The LORD our God is one LORD 5. And thou shalt love the LORD thy God with all thine heart and with all thy soul and with all thy might                 |
| [가톨릭성경] 4. 이스라엘아, 들어라! 주 우리 하느님은 한 분이신 주님이시다. 5. 너희는 마음을 다하고 목숨을 다하고 힘을 다하여 주 너희 하느님을 사랑해야 한다.                         | [NIV] 4. Hear, O Israel: The LORD our God, the LORD is one. 5. Love the LORD your God with all your heart and with all your soul and with all your strength.                  |
| [개역한글(개정)] 4. 이스라엘아 들으라 우리 하나님 여호와는 오직 하나인(유일한) 여호와(이)시니 5. 너는 마음을 다하고 성품(뜻)을 다하고 힘을 다하여 네 하나님 여호와를 사랑하라        | [NASB] 4. "Hear, O Israel! The LORD is our God, the LORD is one! 5. "And you shall love the LORD your God with all your heart and with all your soul and with all your might. |
| [표준새번역] 4. 이스라엘아, 들어라. 주는 우리의 하나님이시요, 주는 오직 한 분뿐이시다. 5. 너희는 마음을 다하고 뜻을 다하고 힘을 다하여, 주 너희의 하나님을 사랑하여라.               | [YLT] 4. Hear, O Israel, Jehovah our God is one Jehovah; 5. and thou hast loved Jehovah thy God with all thy heart, and with all thy soul, and with all thy might,            |
| [WLC] 4. שמע ישראל יהוה אלהינו יהוה ׀ אחד ׃ ShMY YShRAL YHVH ALHYNV YHVH AChD 5. ואהבת את יהוה אלהיך בכל־לבבך ובכל־נפשך ובכל־מאדך׃ VAHBT AT YHVH ALHYK BKL-LBBK VBKL-NPShK VBKL-MADK | |

## 같이 보기
- 알이클라스
- 타우히드